# 函馆短期大学
函馆短期大学（日语：／ Hakodate Tanki Daigakubu *），简称函短，是一所位于日本北海道函馆市的私立短期大学。

## 概要

### 简介
- 学校最早可以追溯到1938年[1][2]。短期大学为于1953年开办[2]、由学校法人野又学园经营[3]、为男女同校。

### 历史
- 1953年 函馆商科短期大学成立并同时设置一个学科即商科。
- 1962年 今年4月商科分离为两个课程、以下列举[3]。
  - 第一部（招生到1964年、停办于1966年）
  - 第二部：新成立（招生到1964年、停办于1966年）。
- 1962年 今年10月改校名为函馆短期大学[3]。
- 1963年 营养科成立。以后两个改名为、以下列举[2]。
  - 食物营养科：于1966年[2]
  - 食物营养学科：于1974年[2]
- 2009年 保育学科成立[2]。

### 宪章
- 请参看函馆短期大学的标志 （日語） 2014年5月28日阅览。

## 学校环境
- 校区：在北海道函馆市

## 历任校长
- 上平幸好：现在短期大学校长[4]

## 组织

### 学科
- 食物营养学科
- 保育学科

### 前学科
| - 商科 - 第一部 - 第二部 |

### 专科
| - 没有 |

### 业余课程
| - 没有 |

### 附属学校
- 幼儿园[5]
- 专门学校[6]

### 附属机关
| - 育儿研究所 |

## 相关链接
- 日本短期大学列表